# Cryptostylis subulata
Cryptostylis subulata är en orkidéart som först beskrevs av Jacques-Julien Houtou de La Billardière, och fick sitt nu gällande namn av Heinrich Gustav Reichenbach. Cryptostylis subulata ingår i släktet Cryptostylis, och familjen orkidéer. Inga underarter finns listade i Catalogue of Life.